# Ateneo Mexicano de Mujeres
El Ateneo Mexicano de Mujeres fue una organización femenina de México fundada en 1934. Agrupó mujeres destacadas de distintos campos profesionales como la ciencia, la literatura, el derecho, el arte y la política, entre otros.  

## Historia
El antecedente de esta organización estuvo en el Ateneo de la Juventud, grupo con el que Amalia González Caballero de Castillo Ledón, diplomática destacada de la primera mitad del siglo XX, tuvo contacto y con ello se dio cuenta de que estos grupos estaban vedados para la participación de las mujeres. Tal situación la llevó a promover la fundación de una asociación femenina mexicana.
Su primera presidenta fue Adela Formoso de Obregón Santacilia, quien también fue fundadora de la Universidad Femenina de México; la secretaria fue Leonor Lach y la vicepresidenta, Laura Palavicini. Entre las actividades que realizaba en sus distintas sedes en la Ciudad de México estuvieron conferencias, ferias del libro, mesas redondas y programas radiofónicos así como eventos dedicados a la lectura y comentarios de obras artísticas hechas por mujeres, como la poesía. Si bien el ateneo no realizó labores en la promoción del voto de las mujeres en México y era una organización apartidista, muchas de sus integrantes serían decisivas en esta medida, entre ellas la propia González Caballero. Algunas de sus integrantes estuvieron vinculadas al Partido Revolucionario Institucional. Formó parte de la organización pacifista femenina Liga Internacional de Mujeres por la Paz y la Libertad.
De 1944 a 1947 publicó el órgano informativo Ideas. Revista mensual, literaria, científica de las mujeres de México, en donde sus integrantes publicaron distintos artículos y se tradujeron los de autoras como Simone de Beuavoir.

## Socias del ateneo
Algunas de las socias del ateneo fueron:
- Matilde Montoya, primera mujer en recibir un título de médica-cirujana de México, fundadora de la Asociación de Médicas Mexicanas
- Amalia González Caballero[11]
- Leonor Lax Trevouch[12]
- Amada Linaje de Becerra
- Esperanza Zambrano
- Sara M. de Diesel, que escribió bajo el seudónimo Rasa Seldi
- Emmy Ibáñez
- Guadalupe Jiménez Posadas, fundadora de la Escuela Industrial de Obreras.
- Dolores Bolio Cantarell[13]
- Rosario Uriarte de Atilano
- Magdalena Mabarak